# Goetz Schrader
Goetz Schrader (* 1. November 1908; † 2. März 1997) war ein deutscher Elektroingenieur und Unternehmer. Er war ein Pionier der Fotokameratechnik. Als Sohn von Hugo und Ruth Schrader übernahm er 1940 nach dem Tode seines Vaters den elterlichen Betrieb Plaubel & Co., auch als Plaubel Feinmechanik und Optik bekannt, eine deutsche Fotokamerafabrik mit Sitz in Frankfurt/Main.
Zu seinen Entwicklungen gehören die berühmten Kameramodelle der MAKINA- oder PECO-Serie.

## Frühe Jahre
Goetz Schrader war ein Enkel des promovierten Objektiv- und Kameraherstellers Rudolf Krügener aus Frankfurt-Bockenheim. Sein Vater Hugo Schrader war Prokurist in diesem Unternehmen und heiratete die Tochter Ruth Krügener. Goetz trat 1926 in der von seinem Vater 1902 gegründeten Firma Plaubel & Co. die kaufmännische und technische Lehre an. Schon 1930, nach Abschluss eines Elektroingenieur-Studiums in Friedberg, übernahm er die technische Betriebsleitung sowie die Entwicklung des Kameraprogramms.

## Entwicklungen
Schon ein Jahr später war die Amateurkamera MAKINETTE für das Filmformat 3×4 cm fertig. Schraders Überlegung war, dass Rollfilmkameras eine bessere Bildqualität als die damals von Leica favorisierten Kleinbildkameras lieferten und leichter zu bedienen seien.
Bereits seit 1926 gab es die MAKINA (von seinem Vater entwickelt). Schrader rüstete sie zur Pressekamera im Filmformat 6×9 cm auf, versah sie mit einem Compur-Verschluss und einem optischen Sucher zur bequemen Scharfeinstellung. 1936 gab es bereits drei Schnellwechselobjektive hierzu.
Nach dem Zweiten Weltkrieg konstruierte Schrader die einäugige 6×6 cm Spiegelreflexkamera MAKIFLEX, die 1956 zwar zum Schlager der Photokina, jedoch nicht gebaut wurde. Sie war damals die einzige Konkurrenz zur etablierten Hasselblad.
1952 folgte die Fachkamera PECO mit optischer Bank (ab 1953: 10×15 cm) und vielen Verstellmöglichkeiten. Als PECO PROFIA (ab 1966) mit Aufnahmeformaten von 9×12 cm  bis 18×24 cm (ab 1967) eroberte die Peco die Fachstudios der Welt. Einzig ernst zu nehmende Konkurrenten waren die TECHNIKA von Linhof in München sowie Fachkameras der Marke SINAR aus dem Hause Koch. Nach eigenen Angaben hatte Plaubel 1966/67 in den Porträtstudios, in denen damals noch Porträts in Planfilm-Großformaten 9×12 bis 13×18 cm aufgenommen wurden, einen Marktanteil von circa 80 %. Das änderte sich schlagartig mit der Einführung von speziellen Rollfilmen für Porträts durch die Firma Kodak, gemeinsam mit der Entwicklung von Studioblitzanlagen (z. B. von BRAUN, BRON oder ELINCHROM), die die konventionelle Glühlampenbeleuchtung ablösten und für eine auf den Filmtyp abgestimmte Farbtemperatur sorgten, und der Einführung rationeller und preisgünstiger Herstellung der „Porträt-Prints“ in den Farbfotogroßlaboren. Diese wiederum sorgten für gleichmäßigere Ausarbeitung der Farbnegativfilme und lösten die Heimlabore der Fotografen weitgehend ab.
Schrader konstruierte auch verschiedene Sondermodelle, so eine Spezialkamera mit verschiedenen Objektiven für die schwedische Marine in einer Stückzahl von 50 Stück. Auch eine Rollfilmkamera mit einem Blickwinkel von 100 Grad sowie Spezialkameras für den polizeilichen Erkennungsdienst entstanden auf Schraders Zeichenbrett.
1958 entwickelte Schrader die MAKINETTE 16, eine Pocket-Kamera für 16 mm Kinofilm, die ihrer Zeit zu weit voraus war. Erst 14 Jahre später sollte sich diese Entwicklung mit dem von der Firma Kodak entwickelten Filmformat 110 im Markt etablieren.
Inzwischen beschäftigte das Unternehmen etwa 100 Angestellte. Ruth, die Mutter, fungierte als Prokuristin.
Weil sich in der eigenen Familie niemand zur Weiterführung des Unternehmens fand, verkaufte Schrader das Unternehmen am 1. Mai 1975 an den japanischen Fotohändler Kimio Doi und führte fortan die Firma bis 1984 als Geschäftsführer.

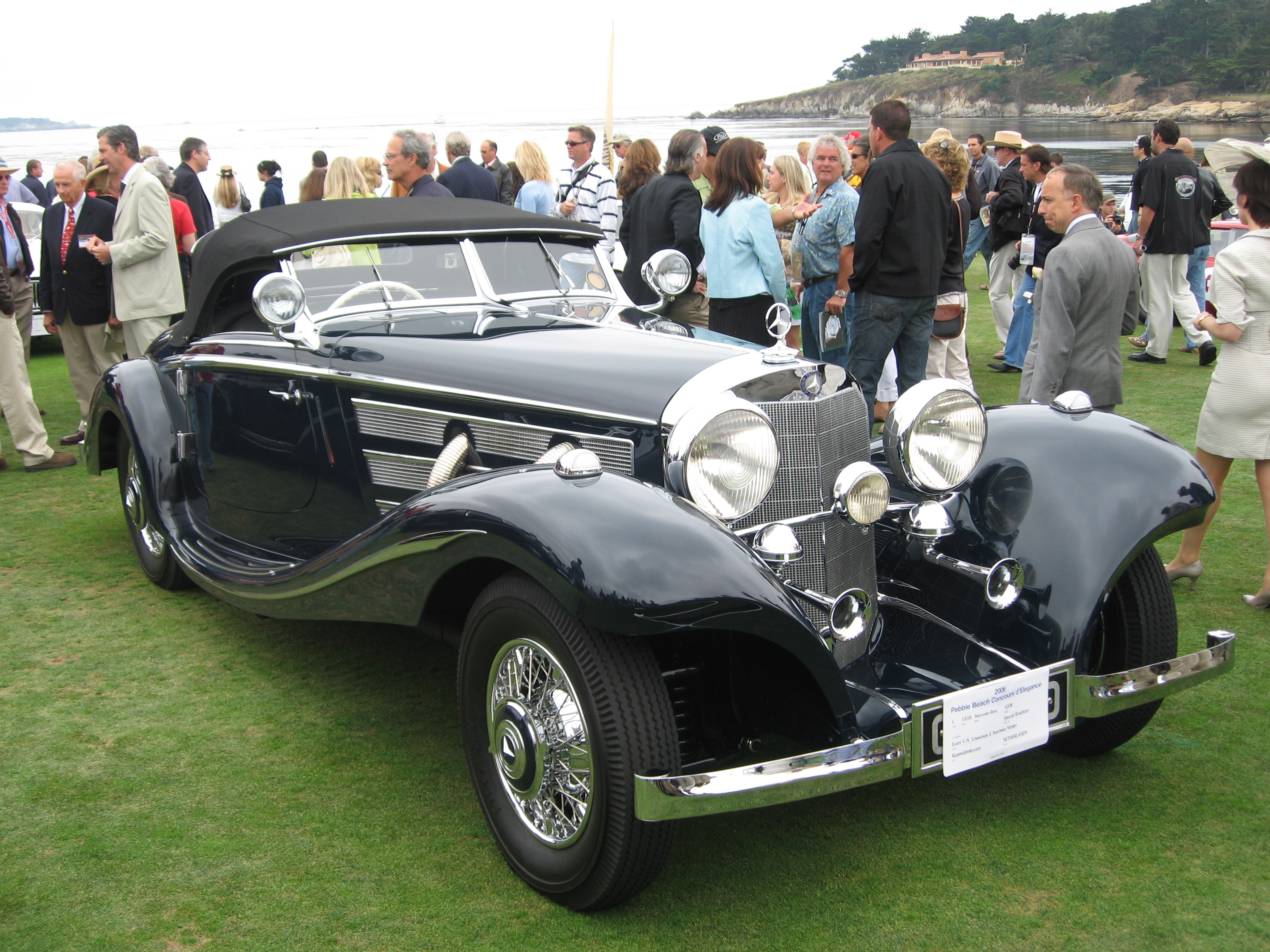
Mercedes-Benz 500 K

Nun konzipierte er die Mittelformatkamera Makina 6×7 cm. Dieser Kameratyp konnte sich jedoch nicht gegen das Konkurrenzmodell Mamiya 6x7 oder die Kleinbildformatkameras
durchsetzen.

## Privates
Goetz Schrader galt als „Herrenfahrer“ und besaß einen Mercedes 500K sowie diverse Jaguare. Das Familiengrab befindet sich in Frankfurt/Main, auf dem Bockenheimer Friedhof, in der Nähe von Max Braun (Braun AG, NIZO).